# 普萊恩斯伯勒 (新澤西州)
普萊恩斯伯勒（英語：Plainsboro）是位於美國新澤西州米德爾塞克斯縣的一個鎮區。

## 地方資料
普萊恩斯伯勒的面積為31.37平方千米，當中陸地面積為30.40平方千米，而水域面積為0.97平方千米。根據2020年美國人口普查的數據，當地共有人口24084人，而人口密度為每平方千米767.74人。